# Rżawynci
Rżawynci (ukr. Ржавинці) – wieś na Ukrainie, w obwodzie czerniowieckim, w rejonie czerniowieckim, w hromadzie Jurkiwci. W 2001 roku liczyła 3079 mieszkańców.